# Sveti Bistrik
Sveti Bistrik (lat. Beztertus Nitriensis; ? - 27. rujna 1046.), mučenik, biskup Nitre i svetac, vjerojatno slavenskog ili mađarskog podrijetla.

## Životopis
Bistrik je živio za vrijeme vladavine Stjepana I. Svetog koji je proveo kristijanizaciju mađarskih plemena. Bistrik je oko 1034. imenovan biskupom Nitra, u Kraljevini Mađarskoj (grad se danas nalazi u Slovačkoj).
Prema legendi, Bistrik je ubijen tijekom poganske pobune Vatha, 1046. godine u blizini Dunava u današnjoj Budimpešti, zajedno s biskupom Gerardom Sagredom i biskupom Buldusom. Dana 24. rujna, biskupe su napali pobunjenici te ih počeli kamenovati. Buldus je odmah umro. Bistrik, je zajedno s Gerardom, uspio brodom pobjeći preko rijeke Dunava. Bistrik je tada smrtno ranjen mačem na obali Pešte od strane pogana.
Kanoniziran je za vrijeme vladavine kralja Ladislava I. Mađarskog, 1083. godine. Spomendan sv. Bistrika pada na 24. rujna. Sveti Bistrik se u umjetnosti prikazuje kao biskup s knjigom i svim atributima koji označavaju biskupa: mitra, štap, rukavice i biskupski prsten. U lijevoj ruci, osim knjiga, često drži mač koji je simbol načina na koji je umro. 